# 2364 Seillier
2364 Seillier è un asteroide della fascia principale del diametro medio di circa 18,4 km. Scoperto nel 1978, presenta un'orbita caratterizzata da un semiasse maggiore pari a 3,1770881 UA e da un'eccentricità di 0,1393966, inclinata di 10,71254° rispetto all'eclittica.
L'asteroide è dedicato alla madre dello scopritore del corpo celeste.